# Polyura grandis
Polyura grandis är en fjärilsart som beskrevs av Rothschild 1899. Polyura grandis ingår i släktet Polyura och familjen praktfjärilar. Inga underarter finns listade i Catalogue of Life.